# Doryanthes
Doryanthes is een geslacht uit de familie Doryanthaceae. De soorten komen voor in Oost-Australië.
Wanneer ze in bloei staan, vormen ze rozetten. In het Duits worden ze soms Flammenlilien ofwel Vlamlelies genoemd.

## Soorten
- Doryanthes excelsa Corrêa
- Doryanthes palmeri W.Bull